# Liste der Mitglieder der American Academy of Arts and Sciences/1839
Im Jahr 1839 wählte die American Academy of Arts and Sciences 4 Personen zu ihren Mitgliedern.

## Neugewählte Mitglieder
- Joseph Lovering (1813–1892)
- Joaquim José da Costa de Macedo (1777–1867)
- Edward Reynolds (1793–1881)
- Nicholas Tillinghast (1804–1856)